# Stelis ornatula
Stelis ornatula (лат.) — вид перепончатокрылых насекомых из семейства мегахилид. Распространён в западной Палеарктике. Клептопаразит Hoplitis claviventris и Hoplitis leucomelana, и некоторых других представителей рода Hoplitis, в том числе Hoplitis maritima, Hoplitis tridentata, Hoplitis caerulescens. Имаго можно наблюдать с июня по июль.